# プラハ本駅

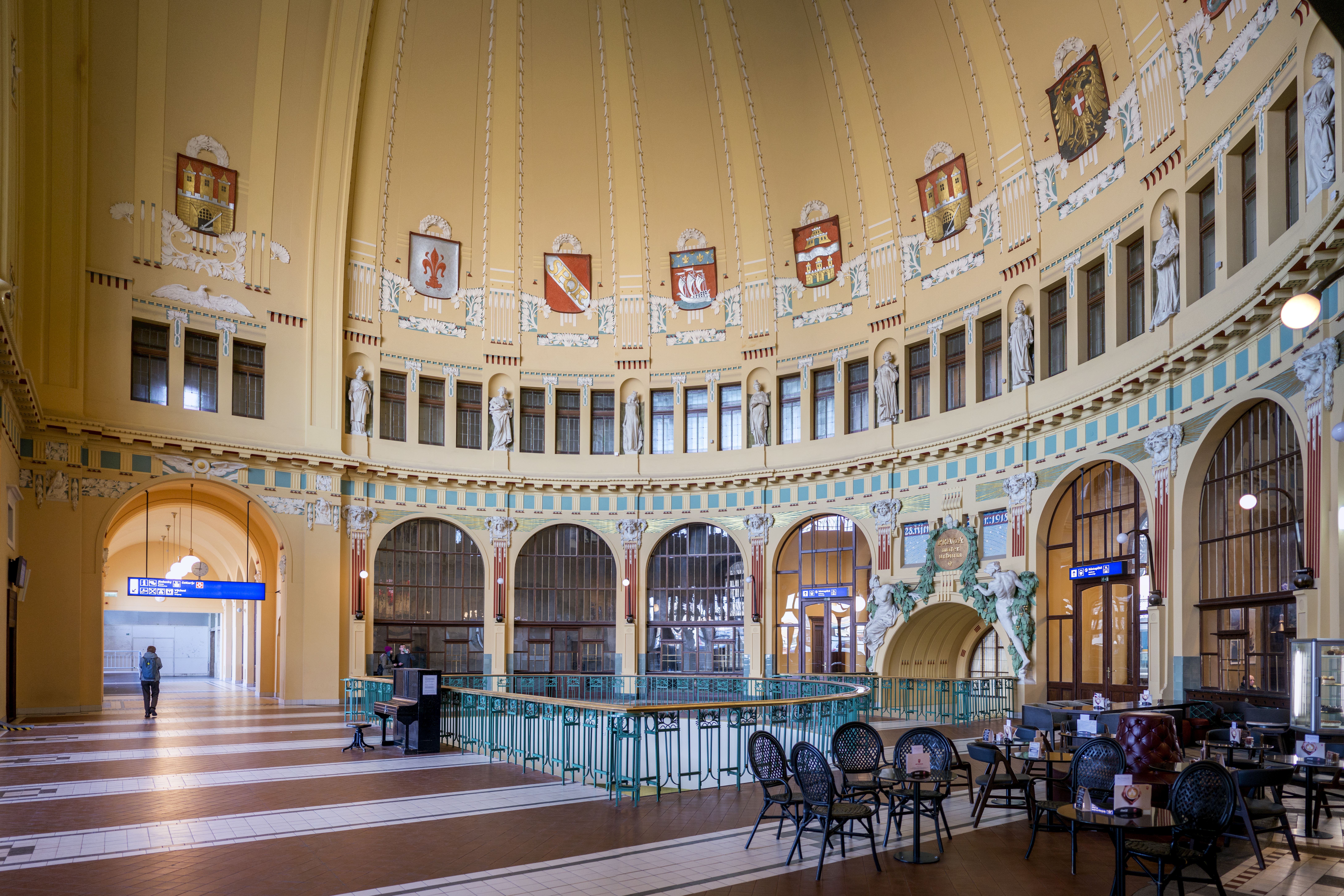
メインホールのカフェ

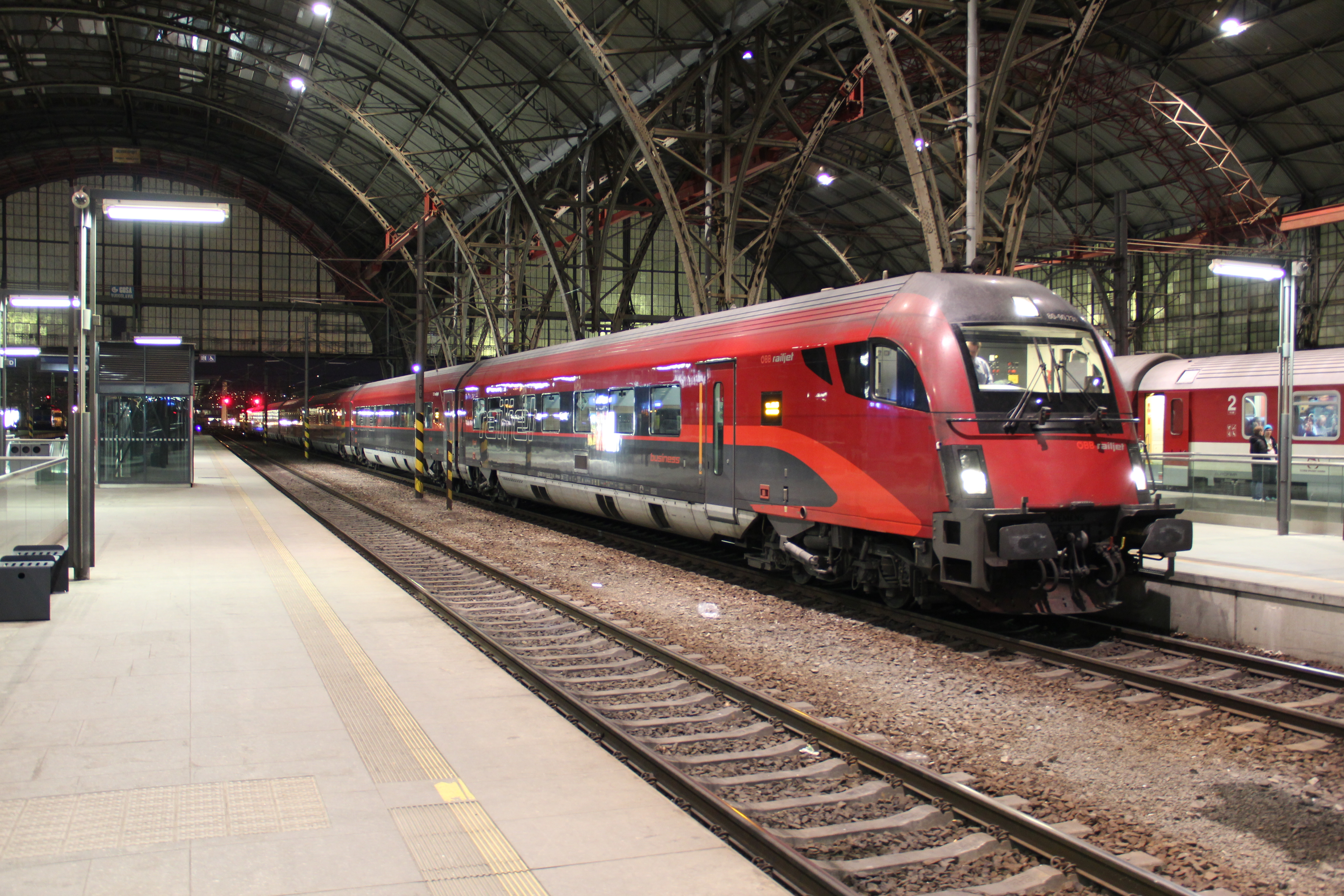
プラットフォーム

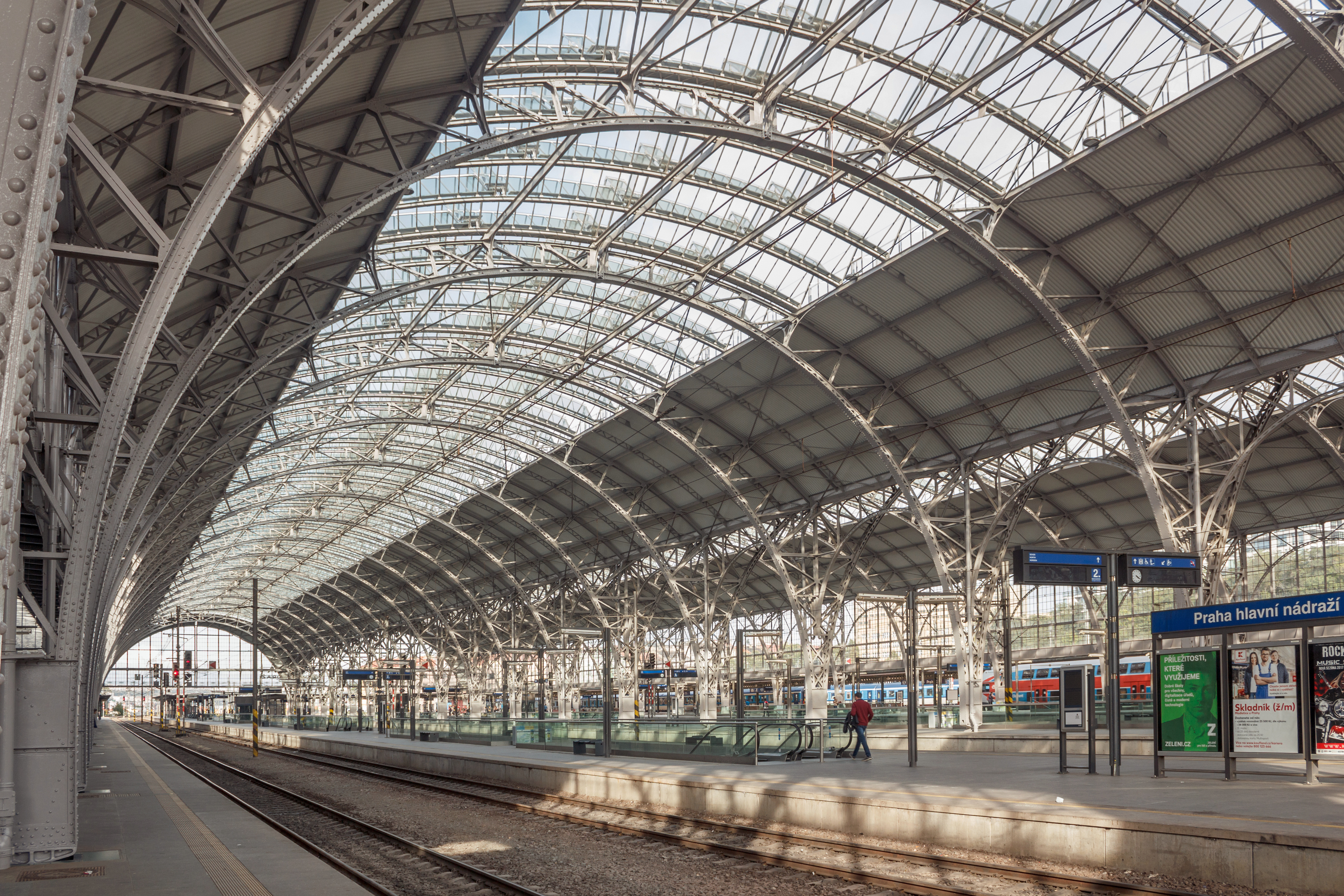
トレインシェッド

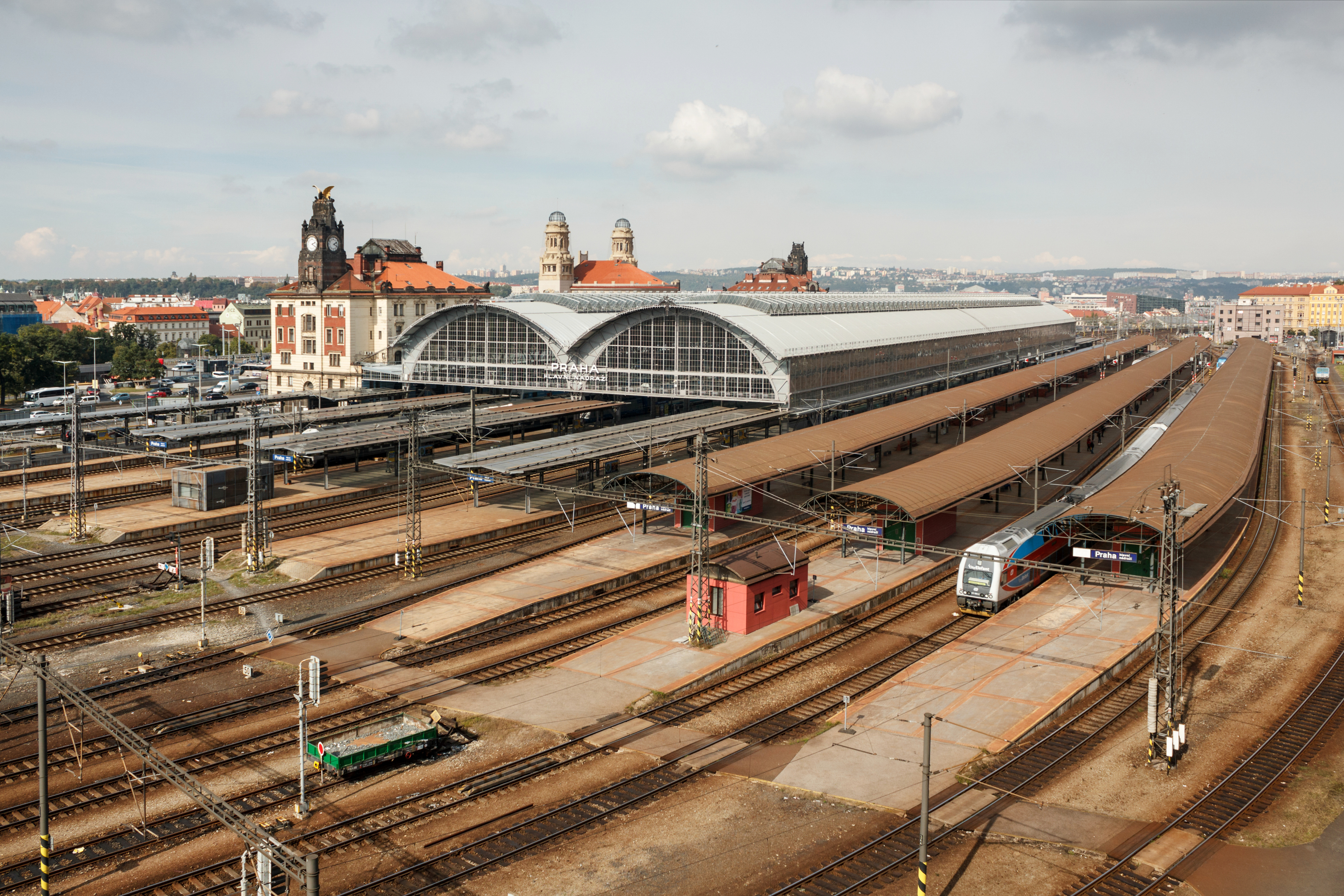
南から　駅全景

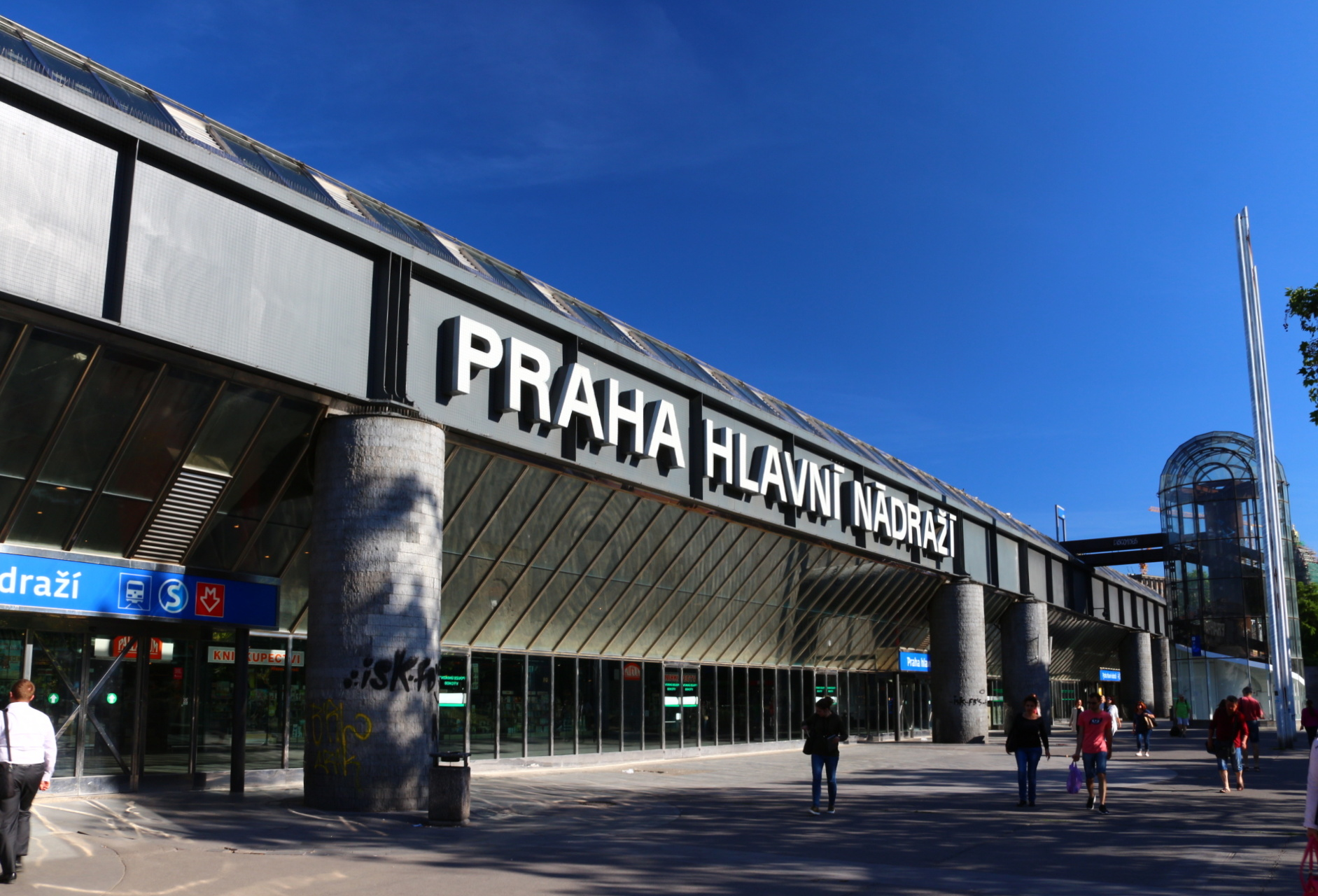
新ターミナルビル

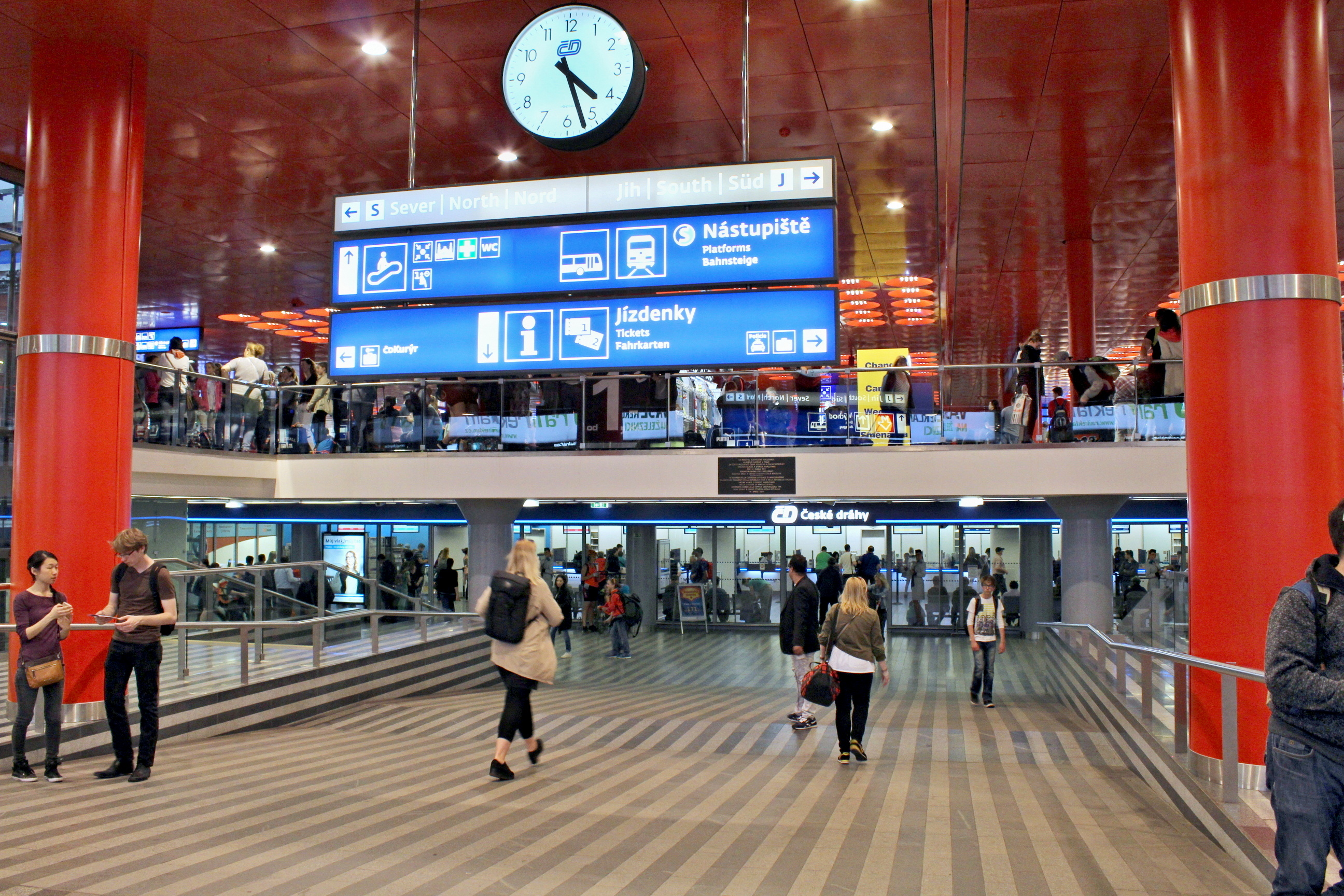
新ターミナルビル内部

プラハ本駅（チェコ語: Praha hlavní nádraží）は、チェコの首都プラハにある鉄道駅。ドイツ語圏に倣ってプラハ中央駅（ドイツ語: Prag Hauptbahnhof）とも訳出される。

## 乗り入れ路線
チェコ鉄道各線と、プラハ地下鉄、プラハ市電の各系統が乗り入れている。チェコ鉄道の列車は、各国の主要都市間を結ぶ国際列車が多く発着する。

## 歴史
1866年10月にこの地にあった城壁の取り壊しに伴い、鉄道駅の設置が決まり、1871年12月14日に開業。開業当時のプラハはオーストリア＝ハンガリー帝国領であり、オーストリア皇帝フランツ・ヨーゼフ1世の名にちなんだ「皇帝フランツ・ヨーゼフ駅（チェコ語: Nádraží císaře Františka Josefa v Praze, ドイツ語: Prag Kaiser-Franz-Joseph-Bahnhof）」という名称であった。
1909年、チェコの建築家ヨゼフ・ファンタ設計によるアール・ヌーヴォー風の芸術性が高い駅舎に建て替えられた。
第一次世界大戦におけるオーストリア敗北、チェコスロヴァキアの独立を経て、アメリカ大統領ウッドロー・ウィルソンの名にちなんだ「ウィルソン駅（Praha Wilsonovo nádraží）」と改称された。第二次世界大戦後の1948年、共産党政権下で現在の駅名となった。
1970年代に、地下鉄工事と連動して駅舎前面に新ターミナルビルと高架道路が建設され、駅舎の1階と2階を隠している。以来、これを撤去すべきという意見がある。
2006年から2012年にかけて、大規模な改修工事が行われた。大屋根（トレイン・シェッド）のガラスの交換、通路や階段をタイル張り舗装とし発車案内板を青色の電光掲示式に変更、視覚障害者誘導ブロックやエスカレーターを設置するなど、西欧の駅に比べ遅れていた駅施設の大規模な改築が行われており、急速に近代化、バリアフリー化された。プラットフォームのデザインはドイツ鉄道に近い雰囲気となっている。切符売り場周辺や3階のカフェについても改修工事が行われた。

## 駅構造

### チェコ鉄道
チェコの国鉄事業を所管する鉄道管理公団（SŽ、旧・鉄道輸送路線管理公団）が管理運営する。
アール・ヌーヴォー風の駅舎は、歴史あるプラハの街並みと調和している。地上3階、地下1階の4フロアで構成されており、（駅外部の地上を1階とすると）吹き抜け構造になっている3階にカフェがある。カフェは華麗な丸屋根に彩られており、単なる休憩にとどまらず、その空間を鑑賞するだけでも価値がある。2階に乗降ホームがあり様々な列車が発着する。1階及び1階からエスカレーターを上がった2階に切符売り場、売店、カジノコーナーなどがある。1階にはプラハ地下鉄の切符売り場があり、ここから階段で地下1階に降りるとプラハ地下鉄のホームがある。

### プラハ地下鉄
地下2階にある相対式ホーム2面2線を有する地下駅である。1974年5月9日に開業した、プラハ地下鉄で最も古い駅の一つである。島式ホームでは無く相対式ホームであるのは、当初は市電の地下駅として計画された為である。

## 路線
ヨーロッパの中央に位置するプラハ本駅は、ヨーロッパ各国と国際列車で結ばれている。チェコ北西を経てドイツのドレスデン（ECで約3時間）、ベルリン（ECで約5時間半）、ハンブルク（ECで7時間半）へ向かう列車や、チェコ南西よりミュンヘン（ALEXで約6時間）へ向かう列車が発着する。その他、チェコ北東を抜けてポーランドのワルシャワやクラクフとも寝台列車で結ばれている。ロシアのモスクワ、サンクトペテルブルクやウクライナのキエフにも寝台列車が通じているが、ほとんどの列車で車中2泊は必要。
チェコ第二の都市であるブルノを経て南東からオーストリアのウィーン（Railjetで約4時間）、スロヴァキアのブラチスラヴァ（ECで約5時間）へと通じている。主に寝台列車で、ハンガリーのブダペスト、ルーマニアのブカレストとも結ばれている。国内においても、チェスケー・ブジェヨヴィツェ、オロモウツ、プルゼニュ、ブルノといった主要都市と、ICやECを通じて結ばれている。また、プラハ地下鉄のC線がプラハ本駅に停車する。
プラハ近郊の各路線の中で、プラハ本駅を発着する路線・列車は下表の通り。
| 路線番号    | 方面                             | 種別                    | 種別                               | 備考                                                                                |
| 路線番号    | 方面                             | 特急列車（SC,EC,Rなど） | 普通列車（Sp,Os）                  | 備考                                                                                |
| ----------- | -------------------------------- | ----------------------- | ---------------------------------- | ----------------------------------------------------------------------------------- |
| 120         | クラドノ方面                     | 無し                    | 無し                               | 全列車がブブニ・ブルタヴァ駅から発車。 かつては深夜1本が発着していた                |
| 090         | ベルリン方面                     | 全列車                  | 深夜1便のみ                        | 普通列車は原則マサリク駅から発車。 かつてはマサリク駅発着の特急もあった。           |
| 070         | ムラダー・ボレスラフ方面         | 全列車                  | 半数                               |                                                                                     |
| 231,020     | フラデツ・クラーロヴェー方面     | 全列車                  | 平日の朝・夕方一部と、休日の深夜便 | 普通列車は原則マサリク駅から発車                                                    |
| 011,010,230 | ブルノ方面、オストラヴァ方面     | 全列車                  | 平日の朝・夕方一部と、休日の深夜便 | 普通列車は原則マサリク駅から発車                                                    |
| 221,220     | チェスケー・ブヂェヨヴィツェ方面 | 全列車                  | 全列車                             |                                                                                     |
| 212         | ヴラネー方面                     |                         | 全列車                             |                                                                                     |
| 171,170,200 | プルゼニ方面                     | 全列車                  | 全列車                             |                                                                                     |
| 173         |                                  |                         | 休日深夜の1便のみ                  | 大部分がスミーホフ駅から発車                                                        |
| 122         | ズリチーン方面                   |                         | 全列車                             | かつては旧型観光列車を除く全列車が スミーホフ・ナ・クニージェチー駅から発車していた |

### 乗り場
7面14線の地上駅。駅舎側の1番ホームの北部が切りかかれており、ここが1B番線となっている。2-7番ホームは、全て島式ホームである。
中線等も含めて、全ての線路に1号線・2号線・・・と附番がされているが、この番号は旅客案内では使用されない。
| ホーム | 号線 | 路線            | 方向   | 行先 | 備考 |
| ------ | ---- | --------------- | ------ | --- | --- |
| 1B     | 13B  | 011号線         | 東方向 | コリーン、パルドゥビツェ、オロモウツ、プルジェロフ、オストラヴァ、クラクフ、コシツェ、ウヘルスケー・フラヂシチェ方面                                   | 超特急「LEOエクスプレス」 |
| 1      | 9    | 171号線         | 西方向 | プルゼニ、ヘプ方面 | 主にヘプ行超特急(Ex)、普通。 ミュンヘン行超特急(Ex)、特急(R)も一部発車する他、122号線の列車も一部このホームから発車する。                                              |
| 2      | 7    | 011号線         | 東方向 | コリーン、パルドゥビツェ、ブルノ、ウィーン方面 | 超特急「レギオジェット」。片道1本のみ。 |
| 2      | 1    | 011号線         | 東方向 | コリーン、パルドゥビツェ、オロモウツ、オストラヴァ、コシツェ、ブルノ、ブラチスラヴァ、ウィーン方面                                                     | 超特急「レギオジェット」、普通の大部分。 |
| 2      | 1    | 173号線 200号線 | 西方向 | ルドナー経由 プルジーブラム、チェスケー・ブヂェヨヴィツェ方面                                                                                          | 特急、普通 |
| 2      | 1    | 170号線         | 西方向 | プルゼニ、クラトヴィ、ジェレズナー・ルダ、ミュンヘン、ヘプ、フランチシコヴィ・ラーズニェ方面                                                           | 主にミュンヘン行超特急、特急。 ヘプ行超特急(SC,Ex)、普通も一部発車する。                                                                                               |
| 2      | 1    | 122号線         | 西方向 | ホスチヴィツェ、ルドナー、スラニー、ズロニツェ方面 | 大部分がこのホームから発車 |
| 3      | 2    | 010号線         | 東方向 | コリーン、パルドゥビツェ、オロモウツ、プルジェロフ、ズリーン、ウヘルスケー・フラヂシチェ、ウヘルスキー・ブロド、ルハチョヴィツェ、ブルノ方面           | 特急(R)の大部分 |
| 3      | 2    | 230号線         | 東方向 | コリーン、ハヴリーチクーフ・ブロド、ブルノ方面 | 特急(R)の大部分 |
| 3      | 8    | 210号線         | 南方向 | ヴラネー、ドブルジーシ、ティーネツ、チェルチャニ方面                                                                                                   | 大部分。他に、010号線超特急、普通も一部このホームを使用する。 |
| 4      | 14   | 010号線         | 東方向 | コリーン、パルドゥビツェ、オロモウツ、オストラヴァ、ワルシャワ、クラクフ、ジリナ、コシツェ、ブルノ、ブラチスラヴァ、ブダペスト、ウィーン、グラーツ方面 | 超特急(SC, AEx、rj, EC, IC, Ex)の大部分、寝台特急(EN)。特急(R)も一部発車する。 020号線、171号線、230号線の列車も一部発車する。                                         |
| 4      | 20   | 070号線         | 北方向 | ネラトヴィツェ、ムラダー・ボレスラフ、トゥルノフ、タンヴァルド方面                                                                                     | 主に特急、快速。普通も深夜に1本のみ発車する。 010号線、090号線の超特急も一部発車する。                                                                                 |
| 5      | 22   | 210号線 221号線 | 南方向 | ヴルショヴィツェ、ルジーチャニ、ヴラネー、ティーネツ、チェルチャニ、ベネショフ、スヴェトラー、ターボル方面                                             | 北方からのヴルショヴィツェ行列車が主に使用する他、ベネショフ方面の快速の大部分と、普通の一部が発車する。 010号線、020号線、070号線、090号線、231号線も一部が使用する。 |
| 5      | 24   | 020号線         | 東方向 | フラデツ・クラーロヴェー、トルトノフ方面 | 特急の大部分が発車。 070号線、231号線も一部が使用する。 |
| 6      | 26   | 090号線         | 北方向 | ウースチー・ナド・ラベム、カルロヴィヴァリ、ヘプ、ドレスデン、ライプチヒ、ベルリン、ハンブルク方面                                                     | 主に超特急(EC)、特急、普通。 010号線、231号線も一部が使用する。 |
| 6      | 26   | 220号線         | 南方向 | ベネショフ、ターボル、ブヂェヨヴィツェ、リンツ方面 | 超特急(Ex)、特急の大部分。 |
| 6      | 28   | 070号線 231号線 | 北方向 | ネラトヴィツェ、ムニェルニーク、ムラダー・ボレスラフ、トゥルノフ、リサー、コリーン方面                                                                 | 070号線方面普通の大部分が発車する。 |
| 6      | 28   | 221号線         | 南方向 | ヴルショヴィツェ、ルジーチャニ、チェルチャニ、ベネショフ、ターボル、ブヂェヨヴィツェ方面                                                               | 主に普通が使用するが、特急(R)も一部発車する。 |
| 7      | 30   | 090号線         | 北方向 | ホレショヴィツェ、ウースチー・ナド・ラベム方面 | 南方からのホレショヴィツェ行列車が主に使用する他、ウースチー行特急(R)も1本発車する。 010号線、220号線も一部が使用する。                                                |

## 駅周辺
駅の脇にはプラハ国立歌劇場（オペラ劇場）や国立博物館がある。近距離列車が主に発着するプラハ・マサリコヴォ駅も近い。駅から徒歩15分程度で旧市街広場にまで達する。乗り換えを含めて地下鉄で3駅から4駅程度でカレル橋やプラハ城などの代表的な観光名所へ行くことが可能。

## 隣の駅
チェコ鉄道
011号線
プラハ本駅 - プラハ＝リベニ駅
070号線
プラハ本駅 - プラハ＝ヴィソチャニ駅
090号線
プラハ本駅 - プラハ＝ホレショヴィツェ駅
122号線
プラハ本駅 - プラハ＝スミーホフ駅
171号線
プラハ本駅 - プラハ＝スミーホフ駅
221号線
プラハ本駅 - プラハ＝ヴルショヴィツェ駅
231号線
プラハ本駅 - プラハ＝ヴィソチャニ駅
プラハ地下鉄
C線
フロレンツ駅 - プラハ本駅 - 博物館駅